# ب‌ام‌و سری ۷ (ای۲۳)
ب‌ام‌و سری ۷ (ای۲۳) (BMW 7 Series (E۲۳)) یک سری خودرو است که در سال‌های ۱۹۷۷ تا ۱۹۸۶> ۲۸۵٬۰۲۹ built تولید شده‌است.

## پیشرانه
طراحی آن خودروهای موتور جلو-محور عقب بوده طول آن در حالت طبیعی ۴٬۸۶۰ میلیمتر (۱۹۱ اینچ)، عرض آن در حالت طبیعی ۱٬۸۰۰ میلیمتر (۷۱ اینچ)، ارتفاع آن در حالت طبیعی ۱٬۴۳۰ میلیمتر (۵۶ اینچ) و وزن آن در حالت طبیعی ۱٬۵۳۰ کیلوگرم (۳٬۳۷۰ پوند) است. سیستم جعبه دنده آن به‍ صورت اتوماتیک و دستی است